# Charlene Lipsey
Charlene Lipsey (* 16. Juli 1991 in Hempstead, New York) ist eine US-amerikanische Leichtathletin, die sich auf den Mittelstreckenlauf spezialisiert hat.

## Sportliche Laufbahn
Charlene Lipsey wuchs im Bundesstaat New York auf und studierte ab 2009 an der Louisiana State University. Erste internationale Erfahrungen sammelte sie im Jahr 2017, als sie bei den U23-NACAC-Meisterschaften in Irapuato in 2:11,15 min den fünften Platz im 800-Meter-Lauf belegte. 2014 gelangte sie beim Panamerikanischen Sportfestival in Mexiko-Stadt mit 2:04,58 min auf den vierten Platz und bei den IAAF World Relays 2017 in Nassau siegte sie in 8:16,36 min in der 4-mal-800-Meter-Staffel gemeinsam mit Chanelle Price, Lauren Roesler und Chrishuna Williams. Im Juli wurde sie bei der Athletissima in Lausanne in 1:57,38 min Zweite und im August belegte sie bei den Weltmeisterschaften in London in 1:58,73 min im Finale den siebten Platz.
2017 wurde Lipsey US-amerikanische Hallenmeisterin im 1000-Meter-Lauf.

## Persönliche Bestleistungen
- 800 Meter: 1:57,38 min, 6. Juli 2017 in Lausanne
  - 800 Meter (Halle): 1:58,64 min, 11. Februar 2017 in New York City
  - 1000 Meter (Halle): 2:37,97 min, 5. März 2017 in Albuquerque
- 1500 Meter: 4:04,98 min, 19. Mai 2018 in Cambridge